# Brian Wimmer
Pour les articles homonymes, voir Wimmer.
Brian Wimmer est un acteur et réalisateur américain, né le 1er octobre 1959 à Orem, dans l'Utah (États-Unis).

## Filmographie

### Acteur
- 1984 : Footloose (non crédité)
- 1985 : La Revanche de Freddy (A Nightmare on Elm Street Part 2: Freddy's Revenge) : Do-Gooder
- 1987 : Neige sur Beverly Hills (Less Than Zero) : Trent
- 1987 : Billionaire Boys Club (TV) : Cop
- 1965 : Des jours et des vies (Days of Our Lives) (série TV) : Dean (1987)
- 1988 : What Price Victory (TV) : Denzil Ray
- 1988 : China Beach (TV) : Cpl. Boonie Lanier
- 1989 : Under the Boardwalk : Cage
- 1990 : Dangerous Pursuit (TV) : Keith
- 1990 : The World's Oldest Living Bridesmaid (TV) : Alex Dante
- 1991 : Chérie, ne m'attends pas pour dîner (Late for Dinner) : Willie Husband
- 1992 : Honor Thy Mother (TV) : Det. Murphy
- 1993 : Blue Flame : Flemming
- 1993 : Kiss of a Killer (TV) : Gary
- 1994 : Floundering : Hunk
- 1994 : Lipstick Camera : Flynn Dailey
- 1995 : Dead Badge : Dan Sampson
- 1995 : The Maddening : David Osborne
- 1995 : Tank Girl : Richard
- 1995 : Flipper (série TV) : Dr. Keith Ricks (1995)
- 1997 : Jitters (TV) : Evan
- 1998 : One Hot Summer Night (TV) : Richard Linsky
- 1998 : L'Ultime verdict (Final Justice) (TV) : Mark Sherman
- 1999 : L'Heure de la vengeance (BitterSweet) (vidéo) : Jed
- 1999 : Children of the Struggle : John Glass
- 2000 : Jericho : Dead miner
- 2001 : Beneath Loch Ness : Case
- 2003 : Reeseville : Jason Buchanan
- 2004 : Going to the Mat (TV) : Tom Newfield
- 2004 : Prisonnières de l'ouragan (Heart of the Storm) : Wayne Broadbeck
- 2005 : Pour une autre vie (Thicker Than Water) (TV) : Sam Nelson
- 2005 : Les Dents de sabre (Attack of the Sabretooth) (TV) : Brian
- 2005 : The Music Inside : Jack
- 2006 : Outlaw Trail: The Treasure of Butch Cassidy : Butch Cassidy
- 2006 : Le Jardin du mal (The Garden) : David
- 2006 : Jack's Law : Nick
- 2007 : Tears of a King : Sam Phillips
- 2007 : Moola : Robert lawson
- 2007 : House of Fears : Mark

### Réalisateur
- 1995 : Nouvelles Aventures de Flipper le dauphin (série TV)